# Lista de deputados estaduais do Maranhão da 9.ª legislatura
Esta é a lista de deputados estaduais do Maranhão eleitos para legislatura 1979-1983. Os parlamentares irão legislar por um mandato de quatro anos. A cada biênio, é eleita uma mesa diretora dentre os parlamentares para chefiar os trabalhos da Assembleia Legislativa do Maranhão.

## Composição das bancadas
| Partido | Líder         | Bancada | Posição  |
| ------- | ------------- | ------- | -------- |
| ARENA   | Sarney Filho  | 31 / 36 | Governo  |
| MDB     | Benedito Lago | 5 / 36  | Oposição |

## Deputados Estaduais
A Assembleia Legislativa do Maranhão recebeu trinta e um representantes da ARENA e cinco do MDB.
| Deputados estaduais eleitos               | Partido | Votação | Percentual | Cidade onde nasceu  | Unidade federativa |
| Enoc Vieira                               | ARENA   | 25.294  |            | Esperantinópolis    | Maranhão           |
| Sarney Filho                              | ARENA   | 25.253  |            | São Luís            | Maranhão           |
| Alexandre Costa Júnior                    | ARENA   | 20.809  |            | São Luís            | Maranhão           |
| José Bento Nogueira Neves                 | ARENA   | 17.633  |            | Itapecuru-Mirim     | Maranhão           |
| Albérico de França Ferreira               | ARENA   | 16.166  |            | Imperatriz          | Maranhão           |
| Fernando Falcão                           | ARENA   | 15.961  |            | Colinas             | Maranhão           |
| Francisco Coelho Dias                     | ARENA   | 14.919  |            | Bacabal             | Maranhão           |
| Dorian Riker Teles de Menezes             | ARENA   | 14.572  |            | Manaus              | Amazonas           |
| Wilson Ramos Neiva                        | ARENA   | 14.247  |            | Barão de Grajaú     | Maranhão           |
| Antônio Pontes de Aguiar                  | ARENA   | 14.139  |            | Chapadinha          | Maranhão           |
| Absalão Coelho                            | ARENA   | 13.104  |            | Bernardo do Mearim  | Maranhão           |
| Ivar Saldanha                             | ARENA   | 12.944  |            | Rosário             | Maranhão           |
| Gervásio Protásio dos Santos              | ARENA   | 12.863  |            | São Félix de Balsas | Maranhão           |
| Teoplistes Teixeira Filho                 | ARENA   | 12.792  |            | Pastos Bons         | Maranhão           |
| João Afonso Barata Lopes Bastos           | ARENA   | 12.450  |            | Caxias              | Maranhão           |
| Filadelfo Dedeco Mendes Filho             | ARENA   | 12.365  |            | Pinheiro            | Maranhão           |
| Artur Teixeira de Carvalho Filho          | ARENA   | 12.294  |            | Cachoeira Grande    | Maranhão           |
| Celso da Conceição Coutinho               | ARENA   | 12.277  |            | Guimarães           | Maranhão           |
| Haroldo Saboia                            | MDB     | 12.171  |            | São Luís            | Maranhão           |
| Jose Ribamar Elouf                        | ARENA   | 11.688  |            | Timon               | Maranhão           |
| Raimundo Gomes de Lima                    | ARENA   | 10.792  |            | Timon               | Maranhão           |
| Josélio Fernandes Carvalho Branco         | ARENA   | 10.678  |            | São Luís            | Maranhão           |
| Benedito Lago                             | MDB     | 10.636  |            | Pedreiras           | Maranhão           |
| Remi Ribeiro                              | ARENA   | 10.551  |            | Dom Pedro           | Maranhão           |
| Marconi Caldas                            | ARENA   | 10.518  |            | São Luís            | Maranhão           |
| Nan Souza                                 | ARENA   | 10.303  |            | São Vicente Ferrer  | Maranhão           |
| José Gerardo de Abreu                     | ARENA   | 10.204  |            | Acaraú              | Ceará              |
| Pedro Novais                              | ARENA   | 10.164  |            | Coelho Neto         | Maranhão           |
| Raimundo Rocha Leal                       | ARENA   | 9.954   |            | Uruçuí              | Piauí              |
| Orlando Brito de Aquino                   | ARENA   | 9.704   |            | Rosário             | Maranhão           |
| Manoel Sebastião Pinheiro                 | ARENA   | 9.623   |            | Peri Mirim          | Maranhão           |
| Marco Antônio Almeida Vieira da Silva     | ARENA   | 9.384   |            | São Luís            | Maranhão           |
| Carlos Guterres                           | MDB     | 9.325   |            | São Luís            | Maranhão           |
| Mário José Dias Carneiro                  | ARENA   | 8.643   |            | Loreto              | Maranhão           |
| Maria da Conceição Senna e Silva Mesquita | MDB     | 8.233   |            | Sambaíba            | Maranhão           |
| Valdivino Diniz Castelo Branco            | MDB     | 7.715   |            | São Luís            | Maranhão           |